# Список умерших в 2007 году
В этой статье представлен список известных людей, умерших в 2007 году.
См. также: Категория:Умершие в 2007 году